# Košický Klečenov
Košický Klečenov (v minulosti jen Klečenov, maďarsky Kelecsenyborda, Kelecsény, německy Kleschenwetz) je obec na Slovensku v okrese Košice-okolí.

## Části
Součástí obce Košický Klečenov je chatová oblast Borda-kúpele.

## Dějiny
Podle legendy zakladatelem obce byl jistý Petej, který se sem přistěhoval a usadil se. Živil se výrobou dřevěných výrobků tzv. Kľaků, podle kterých byla obec později pojmenována.

## Kultura a pamětihodnosti

### Památky
- Řeckokatolický kostel Narození Přesvaté Bohorodičky, jednoduchá jednolodní stavba s půlkruhovým ukončením presbytáře a představěnou věží z roku 1851. Stojí na místě staršího dřevěného chrámu z roku 1746. Obnovou prošel v roce 1896. Interiér je plochostropý. Fasády kostela jsou členěny lizénami, věž je ukončena barokní helmicí s lucernou. [3]